# وسام وجائزة يونغ
وسام و جائزة توماس يونغ هي جائزة تمنح في سنوات فردية من معهد الفيزياء في ذكرى العالم توماس يونغ للبحث المتميز في مجال البصريات، بما في ذلك الفيزياء خارج المنطقة المرئية.
هذه الجائزة أنشئت في الأساس من قبل الجمعية البصرية في عام 1907 باسم توماس يونغ بعد خطابه "على موضوع له علاقة بالبصريات"، وقد اختير الخطاب في وقت لاحق من قبل الجمعية الفيزيائية بعد اندماج الجمعيتين في عام 1932 وحولت لاحقا إلى ميدالية وجائزة بعد أن اندمجت الجمعية الفيزيائية بدورها مع معهد الفيزياء في عام 1960.

## الفائزون بالجائزة
مصدر: معهد الفيزياء
- 2015 - نيكولاي زهيلوديف
- 2013 - جيريمي جي بومبيرج
- 2011 - إيان أي والمسلي
- 2009 - ليزلي آلين و مايلز جي بادجيت
- 2008 - باتريك جيل
- 2007 - Jجيمس روي تايلور
- 2005 - فيليب راسل
- 2003 - جي روي سامبلز
- 2001 - ستيفن جي بينيكوك
- 1999 - بيتر لونارد نايت
- 1997 - كيث بورنيت
- 1995 - جون راريتي وبول ريتشارد تابستر
- 1993 - جون كريستوفر داينتي
- 1991 - باراميسواران هاريهاران
- 1989 - ليونارد مانديل
- 1987 - رودني لاودن
- 1985 - جون ديفيد لاوسن
- 1983 - جيمس موريس بورتش
- 1981 - نيكولاس جون فيليبس
- 1979 - كلود كوهين تانوجي
- 1977 - روبرت كلارك جونز
- 1975 - دانييل جوزيف برادلي
- 1973 - والتر تومسون ويلفريد
- 1971 - تشارلز جوري واين
- 1969 - جيليانو تورالدو دي فرانسيا
- 1967 - دينيس غابور
- 1965 - آندريه ماريكال
- 1963 - تشارلز هارد تاونز وآرثر شاولو

## مقدموا الخطاب
- 1962 - هارولد هورايس هوبكنز (الخطاب الحادي و العشرين)
- 1960 - روبرت ويليام ديتشبورن
- 1955 - و. س. ستايلز (الخطاب الثامن عشر)
- 1951 - و. ديفيد رايت
- 1945 - راجنار جرانيت
- 1943 - السير فريدريك بارتليت (الخطاب الثالث عشر)
- 1941 - إج. سبينسر جونز
- 1939 - مالكولم ناينو ماكلويد، المدير العام لهيئة المساحة.
- 1937 - ر. جي. ليثجو
- 1935 - تشارلز فابري
- 1933 - هيربيرت يوجين آيفيز
- 1930 - جون إج. بارسونز
- 1928 - جورج ويليس ريتشي
- 1923 - موريتز فون روهر
- 1914 - السير جيمس كريشتون-براون
- 1912? - تشارلز شيرد
- 1910 - روبرت ويليام وود
- 1907 - ماريوس تشيرنينج (أول خطاب)